# Coalició per Europa
Coalició per Europa és una coalició de partits formada de cara a les eleccions al Parlament Europeu de 2009 i 2014 i composta actualment per Convergència i Unió, el Partit Nacionalista Basc, Coalició Canària i Compromiso por Galicia.

## Història

### Eleccions al Parlament Europeu de 2009

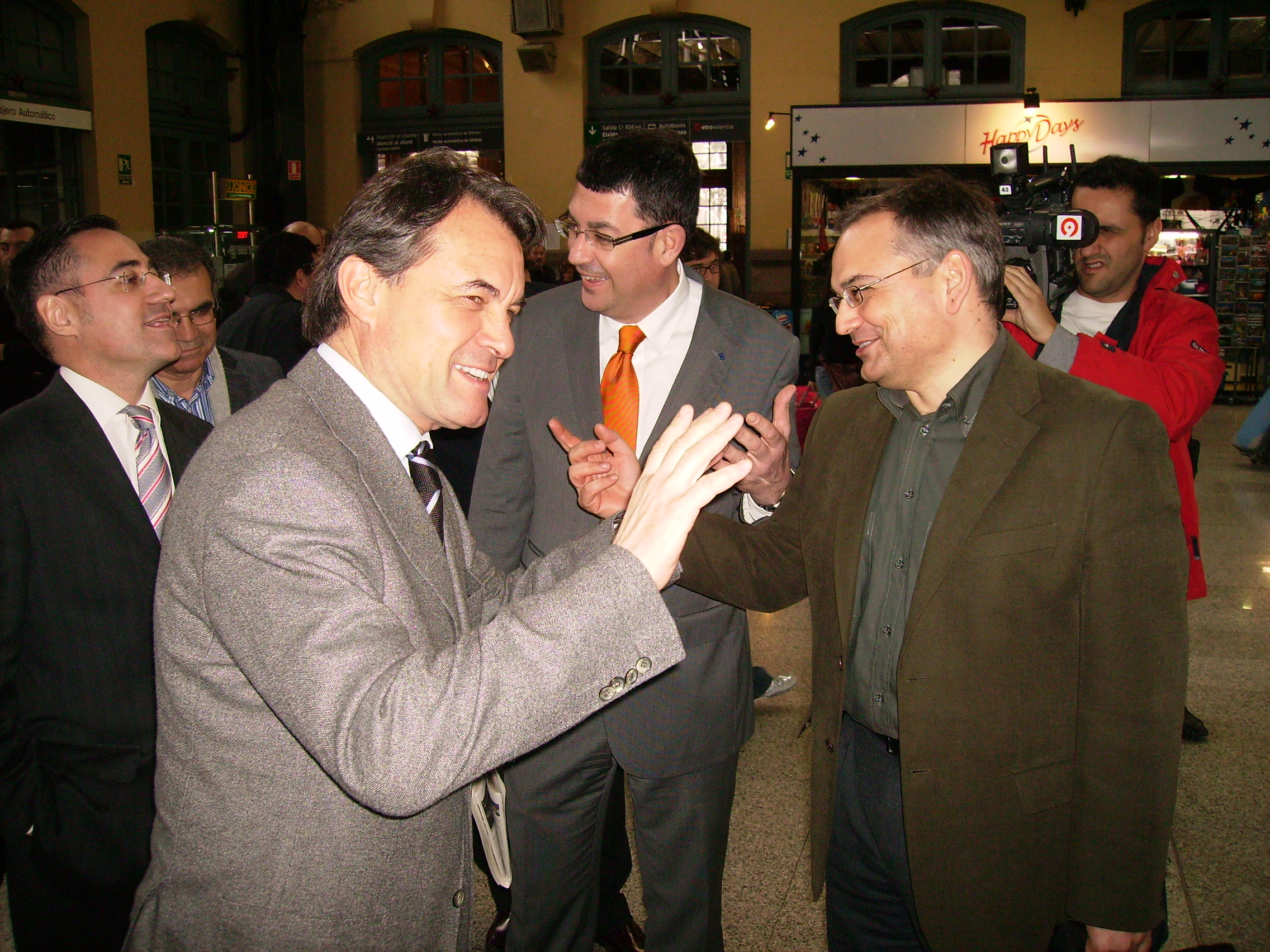
Ramon Tremosa, amb membres del BLOC, de Convergència, i el geògraf Josep Vicent Boira a l'Estació del Nord de València.

A les eleccions al Parlament Europeu de 2009, van formar part de la coalició electoral els partits Convergència i Unió, el Partit Nacionalista Basc, Coalició Canària, el Partit Andalusista, el Bloc Nacionalista Valencià, Unió Mallorquina, Unió Menorquina i Convergència Democràtica de la Franja. La candidatura fou encapçalada per Ramon Tremosa (CDC) i s'incorpora al grup parlamentari europeu de l'Aliança dels Liberals i Demòcrates per Europa.
Com a resultat de les eleccions, la coalició va obtenir 802.225 vots que representaren un 5,12% dels votants. Aquests resultats donaren a la Coalició per Europa dos diputats al Parlament Europeu.

#### Composició
| Partit | Partit                                      |
| ------ | ------------------------------------------- |
|        | Convergència i Unió (CiU)                   |
|        | Partit Nacionalista Basc (EAJ/PNV)          |
|        | Coalició Canària (CC)                       |
|        | Bloc Nacionalista Valencià (Bloc)           |
|        | Unió Mallorquina (UM)                       |
|        | Partit Andalusista (PA)                     |
|        | Unió Menorquina (UMe)                       |
|        | Convergència Democràtica de la Franja (CDF) |

### Eleccions al Parlament Europeu de 2014
La coalició es reedità a les eleccions al Parlament Europeu de 2014, formant part de la candidatura Convergència i Unió, el Partit Nacionalista Basc, Coalició Canària i Compromiso por Galicia. Obtingueren 3 escons gràcies als 850.690 vots aconseguits al total espanyol, el que representa el 5,44%.

#### Composició
| Partit | Partit                                                |
| ------ | ----------------------------------------------------- |
|        | Convergència i Unió (CiU)                             |
|        | Partit Nacionalista Basc (EAJ/PNV)                    |
|        | Coalició Canària–Partit Nacionalista Canari (CCa–PNC) |
|        | Compromís per Galícia (CxG)                           |
|        | Reagrupament (RI.cat)                                 |

## Resultats electorals
| Parlament Europeu |         |     |      |        |     |
| Any               | Vots    | %   | Pos. | Escons | +/– |
| 2009              | 808,246 | 5.1 | 3r   | 3 / 54 | 1   |
| 2014              | 851,971 | 5.4 | 6è   | 3 / 54 | =   |